# Catocala julietta
Catocala julietta là một loài bướm đêm trong họ Erebidae.